# گیاه‌پارچ گل‌قلمی
گیاه‌پارچ گل‌قلمی (نام علمی: Nepenthes graciliflora)، یک گونه از سرده گیاه‌پارچ‌ها و بومی فیلیپین می‌باشد. مدت‌ها مترادف گیاه‌پارچ باله‌دار در نظر گرفته می‌شد و در سال ۲۰۱۳ توسط مارتین چیک (Martin Cheek) و متیو جب (Matthew Jebb) به‌عنوان گونه‌ای جداگانه بازسازی شد.[۴] از جزایر بوهول، لیته، لوزون، میندانائو، میندورو، پانای، سامار، و سیبویان ثبت شده است و به‌دنبال تغییر حدود گیاه‌پارچ باله‌دار گسترده‌ترین گونه گیاه‌پارچ‌ها در فیلیپین است.[۴]
در جنگل‌های خزه‌ای و کوهستانی و به‌طور کلی در ارتفاع ۸۰۰ تا ۱۲۸۰ متری شناخته شده است، اگرچه نمونه نوع از سیبویان تنها در ارتفاع ۳۰۰ متری جمع‌آوری شد.[۴] گیاه‌پارچ گل‌قلمی به‌طور غیررسمی متعلق به «گروه گیاه‌پارچ باله‌دار» است که شامل گیاه‌پارچ باله‌دار، گیاه‌پارچ سسیلیا، گیاه‌پارچ کاپلاندی، گیاه‌پارچ منقرض، گیاه‌پارچ همیگویتان، گیاه‌پارچ کیتانگلاد، گیاه‌پارچ راموس، گیاه‌پارچ لیته، گیاه‌پارچ میندانائو، گیاه‌پارچ نگروس، گیاه‌پارچ سارانگانی و گیاه‌پارچ فرا می‌شود.
این گونه‌ها توسط تعدادی از ویژگی‌های ریخت‌شناسی، از جمله دمبرگ‌های بالدار، کلاهک‌های با برآمدگی‌های پایه در سطح پایین (اغلب به صورت ضمیمه) و پارچ‌های بالایی که معمولاً وسیع‌ترین نزدیک به پایه هستند، متحد می‌شوند.